# Rubiera
Rubiera är en ort och kommun i provinsen Reggio Emilia i regionen Emilia-Romagna i Italien. Kommunen hade 14 861 invånare (2018).